# Guillaume de Sardes
Guillaume de Sardes es un escritor, historiador y comisario de arte francés. Como crítico literario, colabora con revistas como Commentaire, Edwarda, y publicaciones como Service littéraire. Es editor de la revista de arte Prussian Blue.

## Biografía
De Sardes nació el 14 de abril de 1979. Su primera novela, Giovanni Pico, publicada en 2007, está dedicada al humanista Giovanni Pico della Mirandola. Obtuvo con ella el Premio Ulysse de ese año. Entre sus títulos destacan: La Dernière passion de Son Éminence (2008), Le Nil est froid (2009, Son Éminence en rose-et-blanc (2011) y Le Dédain (2012).
Junto a su labor como novelista, Guillaume de Sardes es uno de los mejores especialistas en ballets rusos. Ha escrito una biografía de Vaslav Nijinsky y editado y traducido las Memorias de Serge Diaghilev.

## Obras
- Nijinski, sa vie, son geste, sa pensée, París, Hermann, 2006.
- Giovanni Pico, París, Hermann, 2007
- La Dernière passion de Son Éminence, París, Hermann, 2008
- Le Nil est froid, París, Hermann, 2009
- Son Éminence en rose-et-blanc, París, Grasset, 2011
- Le Dédain, París, Grasset, 2012
- Genet à Tanger, París, Hermann, 2018, 92 p.[3]